# Gare de Villeneuve-Saint-Georges
Gare de Villeneuve-Saint-Georges vasútállomás és RER állomás Franciaországban, Villeneuve-Saint-Georges településen.

## Vasútvonalak
Az állomást az alábbi vasútvonalak érintik:
- Párizs–Marseille-vasútvonal
- Villeneuve-Saint-Georges-Montargis-vasútvonal
- Villeneuve-Saint–Georges à Montargis-vasútvonal

## Kapcsolódó állomások
A vasútállomáshoz az alábbi állomások vannak a legközelebb:
- Gare de Villeneuve-Triage (Paris Gare de Lyon, Párizs–Marseille-vasútvonal)
- Gare de Montgeron - Crosne (Gare de Marseille-Saint-Charles, Párizs–Marseille-vasútvonal)
- Gare de Vigneux-sur-Seine (Gare de Montargis, Villeneuve-Saint-Georges-Montargis-vasútvonal)
- Gare de Montgeron - Crosne (Gare de Melun, D RER-vonal)
- Gare de Vigneux-sur-Seine (Gare de Malesherbes, D RER-vonal)
- Gare de Villeneuve-Triage (Gare de Creil, D RER-vonal)